# Torrejón de Ardoz
Torrejón de Ardoz é um município da Espanha na província de Madrid, comunidade autónoma da Madrid, de área 32,49 km² com população de 113 176 habitantes (2007) e densidade populacional de 3269,22 hab/km².
O Centro de Satélites da União Europeia fica em Torrejón de Ardoz.

## Demografia
| Variação demográfica do município entre 1991 e 2004 | Variação demográfica do município entre 1991 e 2004 | Variação demográfica do município entre 1991 e 2004 | Variação demográfica do município entre 1991 e 2004 |
| --------------------------------------------------- | --------------------------------------------------- | --------------------------------------------------- | --------------------------------------------------- |
| 1991                                                | 1996                                                | 2001                                                | 2004                                                |
| 82238                                               | 88821                                               | 97887                                               | 106740                                              |